# McCloud
McCloud es una serie de televisión estadounidense, emitida entre 1970 y 1977 por la cadena NBC. La serie se emitía dentro del espacio NBC Mistery Movies, alternando su emisión con otras series populares como Mc Millan y esposa, Banacek, o Colombo.

## Argumento
El episodio piloto (titulado "Portrait of a Dead Girl") y emitido el 7 de febrero de 1970, muestra al policía Sam McCloud acompañado a un prisionero desde Nuevo México a Nueva York, donde se ve envuelto en la resolución de un caso de asesinato, 
McCloud se instala en la ciudad de los rascacielos, centrando la trama en las peripecias de un policía del Medio Oeste americano instalado en un entorno absolutamente ajeno al que él conoce y en el que sabe desenvolverse.

## Película
En 1989, Dennis Weaver retomó el personaje para la película estrenada directamente en televisión, The Return of Sam McCloud, que muestra a McCloud convertido en senador por Nuevo México.

## Reparto
- Dennis Weaver ... Sam McCloud
- J.D. Cannon ... Peter B. Clifford
- Terry Carter ... Joe Broadhurst